# Elephant Shell
Elephant Shell es el primer LP de la banda canadiense Tokyo Police Club.

## Lista de canciones
| N.º | Título                           | Duración |  |
| 1.  | «Centennial»                     | 1:54     |  |
| 2.  | «In a Cave»                      | 2:49     |  |
| 3.  | «Graves»                         | 2:36     |  |
| 4.  | «Juno»                           | 2:15     |  |
| 5.  | «Tessellate»                     | 2:39     |  |
| 6.  | «Sixties Remake»                 | 2:05     |  |
| 7.  | «The Harrowing Adventures Of...» | 2:51     |  |
| 8.  | «Nursey Academy»                 | 2:26     |  |
| 9.  | «Your English Is Good»           | 3:12     |  |
| 10. | «Listen to the Math»             | 2:58     |  |
| 11. | «The Baskervilles»               | 2:21     |  |

| Edición Reino Unido |                                         |          |  |
| N.º                 | Título                                  | Duración |  |
| 12.                 | «Friends of P» (Versión de The Rentals) | 2:45     |  |
| 13.                 | «New New Song»                          | 2:02     |  |

| CD Bonus track |                                                |          |  |
| N.º            | Título                                         | Duración |  |
| 1.             | «Centennial» (Remix por Dntel)                 | 4:37     |  |
| 2.             | «Tessellate» (Remix por Tom Campesinos!)       | 4:16     |  |
| 3.             | «Nursery, Academy» (Remix por Flowers Forever) | 2:38     |  |
| 4.             | «Listen to the Math» (Remix por The Good Life) | 3:18     |  |
| 5.             | «Tessellate» (Remix por Field Music)           | 3:28     |  |

- Datos: Q5359364